# Maria od Wcielenia
Maria od Wcielenia (Barbe Jeanne Avrillot) (ur. 1 lutego 1566 w Paryżu; zm. 18 kwietnia 1618 w Pontoise) – francuska Błogosławiona Kościoła katolickiego.

## Życiorys
Urodziła się 1 lutego 1566 roku. Była córką francuskiego urzędnika państwowego. Kształciła się w klasztorze w Longchamps. Chciała zostać zakonnicą, lecz mając 16 lat wyszła za mąż za Pierre Acarie, który był żarliwym katolikiem. Z tego związku urodziła sześcioro dzieci: jej trzy córki wstąpiły do klasztoru karmelitanek, a syn został księdzem. W 1613 roku zmarł jej mąż, wówczas wstąpiła do klasztoru karmelitanek i przyjęła imię zakonne Maria od Wcielenia. Doznawała wizji i miała dar czynienia cudów. Zmarła 18 kwietnia 1618 roku w wieku 52 lat w opinii świętości.
Została beatyfikowana przez papieża Piusa VI w dniu 5 czerwca 1791 roku.